# خوسيه فان فيين
خوسيه فان فيين (بالهولندية: José van Veen)‏ هي مجدفة هولندية، ولدت في 9 يناير 1986 في Bodegraven ‏ في هولندا.

## وصلات خارجية
- خوسيه فان فيين على موقع الاتحاد الدولي للتجديف (الإنجليزية)
- خوسيه فان فيين على موقع اللجنة الأولمبية الدولية (الإنجليزية)
- خوسيه فان فيين على موقع أوليمبيديا (الإنجليزية)